# Ćeotina
Ćeotina är ett vattendrag i Bosnien och Hercegovina. Det ligger i den sydöstra delen av landet, 50 km sydost om huvudstaden Sarajevo.
I omgivningarna runt Ćeotina växer i huvudsak lövfällande lövskog. Runt Ćeotina är det ganska tätbefolkat, med 67 invånare per kvadratkilometer.